# Jan Olsson (football, 1942)
Ne pas confondre avec son homonyme et compatriote Jan Olsson, né en 1944.
Pour les articles homonymes, voir Jan Olsson.
Jan Olsson  est un footballeur suédois né le 30 mars 1942 à Halmstad en Suède. Il évoluait au poste de défenseur.

## Biographie

### En club
Il joue 211 matchs et inscrit 3 buts avec le club d'Åtvidabergs en première division suédoise entre 1967 et 1978.
Il dispute également 8 matchs en Coupe d'Europe des clubs champions, 2 matchs en Coupe de l'UEFA (un but), et enfin 8 matchs en Coupe des coupes. Il est quart de finaliste de la Coupe des coupes en 1972, puis quart de finaliste de la Coupe d'Europe des clubs champions en 1975.
Il remporte avec Åtvidabergs deux titres de champion, et deux Coupe de Suède.

### En équipe nationale
International suédois, il reçoit 17 sélections en équipe de Suède de 1973 à 1974.
Il joue son premier match en équipe nationale le 23 mai 1973 contre l'Autriche, dans le cadre des éliminatoires du mondial 1974. Son dernier match en équipe nationale est un match amical disputé contre les Pays-Bas le 4 septembre 1974.
Il fait partie du groupe suédois lors de la Coupe du monde 1974. Il joue quatre matchs lors du mondial organisé en Allemagne : contre la Bulgarie, les Pays-Bas, la RFA, et la Yougoslavie.

## Carrière
- 1961-1965 :  Halmstads BK
- 1965-1978 :  Åtvidabergs FF

## Palmarès
Avec Åtvidabergs FF :
- Champion de Suède en 1972 et 1973
- Vainqueur de la Coupe de Suède en 1970 et en 1971